# Death Sweeper
Death Sweeper è un manga di Sho Kitagawa, già autore di B.B. Fish, Nineteen e Hotman. 
Il protagonista Okazaki Hiroyuki lavora nelle pulizie e si occupa dei luoghi dove sono avvenuti delitti, ripulendoli dalla morte che li ha pervasi.